# Submultiplikativität
Die Submultiplikativität und die Multiplikativität sind in der Algebra Eigenschaften der Ordnungstreue von Funktionen bezüglich der Multiplikation.

## Definition
Sei {\displaystyle R} ein unitärer Ring. Eine Abbildung {\displaystyle f\colon R\to \mathbb {R} _{+}} von {\displaystyle R} in die nichtnegativen reellen Zahlen heißt submultiplikativ, wenn für alle {\displaystyle a,b\in R} die Eigenschaft
{\displaystyle f(a\cdot b)\leq f(a)\cdot f(b)}
gilt. Wenn sogar die schärfere Forderung
{\displaystyle f(a\cdot b)=f(a)\cdot f(b)}
erfüllt ist, so heißt {\displaystyle f} multiplikativ.

## Beispiele
Ist ein unitärer Ring (das kann zum Beispiel auch ein Körper sein) gegeben, so ist die Forderung der Submultiplikativität eines der Axiome für einen Pseudobetrag. Die Forderung der Multiplikativität ist eines der Axiome für einen Betrag.
Für weitere Beispiele siehe auch Pseudonorm.